# Rząd Stanislava Rázla
Rząd Stanislava Rázla – rząd Czeskiej Republiki Socjalistycznej pod kierownictwem Stanislava Rázla, powołany i zaprzysiężony 8 stycznia 1969, składający się z przedstawicieli Komunistycznej Partii Czechosłowacji. Urzędował do 29 września 1969.

## Skład rządu[1]
| Stanowisko                             | Minister          | Ugrupowanie | Okres urzędowania                   |
| -------------------------------------- | ----------------- | ----------- | ----------------------------------- |
| Premier                                | Stanislav Rázl    | KSČ         | od 8 stycznia 1969                  |
| Wicepremier                            | Antonín Červinka  | KSČ         | od 8 stycznia 1969                  |
| Wicepremier                            | Ladislav Adamec   | KSČ         | od 8 stycznia 1969                  |
| Minister finansów                      | Leopold Lér       | KSČ         | od 8 stycznia 1969                  |
| Minister spraw wewnętrznych            | Josef Grösser     | KSČ         | od 8 stycznia 1969                  |
| Minister przemysłu                     | František Čihák   | KSČ         | od 8 stycznia 1969                  |
| Minister handlu                        | Miloslav Kohoutek | KSČ         | od 8 stycznia 1969                  |
| Minister sprawiedliwości               | Václav Hrabal     | KSČ         | od 8 stycznia 1969                  |
| Minister pracy i spraw socjalnych      | František Toman   | KSČ         | od 8 stycznia 1969                  |
| Minister transportu                    | Josef Starý       | KSČ         | od 8 stycznia 1969                  |
| Minister rolnictwa i żywności          | Josef Černý       | KSČ         | od 8 stycznia 1969                  |
| Minister zdrowia                       | Vladislav Vlček   | KSČ         | od 8 stycznia 1969                  |
| Minister szkolnictwa                   | Vilibald Bezdíček | KSČ         | 8 stycznia 1969 - 27 sierpnia 1969  |
| Minister szkolnictwa                   | Jaromír Hrbek     | KSČ         | 27 sierpnia 1969 - 29 września 1969 |
| Minister młodzieży i sportu            | Emanuel Bosák     | KSČ         | od 8 stycznia 1969                  |
| Minister leśnictwa i gospodarki wodnej | Ladislav Hruzík   | KSČ         | od 8 stycznia 1969                  |
| Minister kultury                       | Miroslav Galuška  | KSČ         | 8 stycznia 1969 - 10 lipca 1969     |
| Minister kultury                       | Miloslav Brůžek   | KSČ         | 10 lipca 1969 - 29 września 1969    |
| Minister planowania                    | Drahomír Dvořák   | KSČ         | od 8 stycznia 1969                  |
| Minister budownictwa                   | František Toman   | KSČ         | od 8 stycznia 1969                  |
| Minister poczty i telekomunikacji      | Růžena Urbánková  | KSČ         | od 8 stycznia 1969                  |
| Minister bez teki                      | František Jaška   | KSČ         | od 8 stycznia 1969                  |